# Hanson, Massachusetts
Hanson är en kommun i Plymouth County i delstaten Massachusetts, USA.